# Seinaskjeret
Seinaskjeret est une île norvégienne du comté de Hordaland appartenant administrativement à Os.

## Description
Rocheuse et couverte d'arbres, elle s'étend sur environ 100 m de longueur pour une largeur approximative de 41 m.